# Список деев Туниса

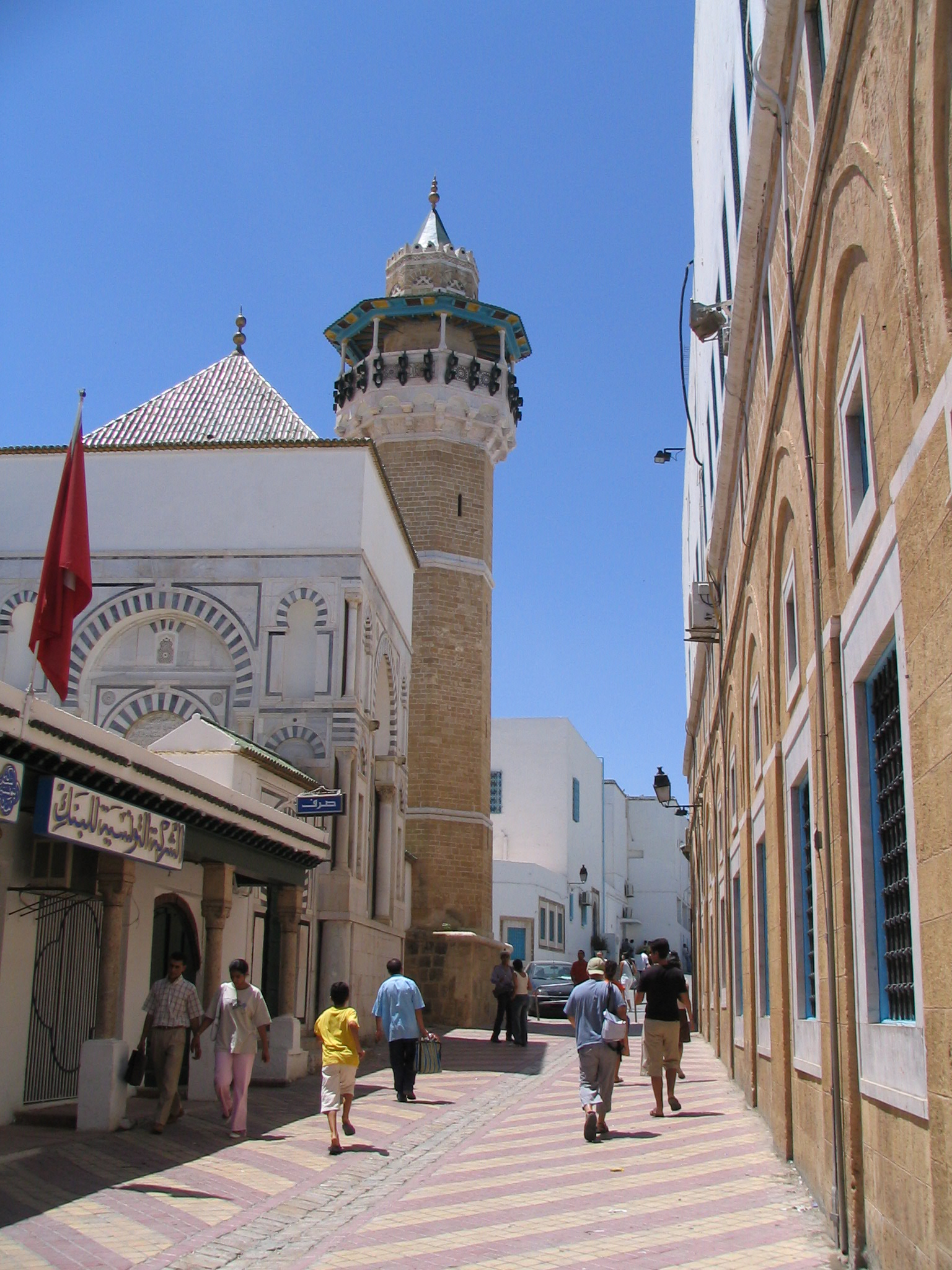
Мечеть Юсуф-дея, построенная в 1612 году в Тунисе

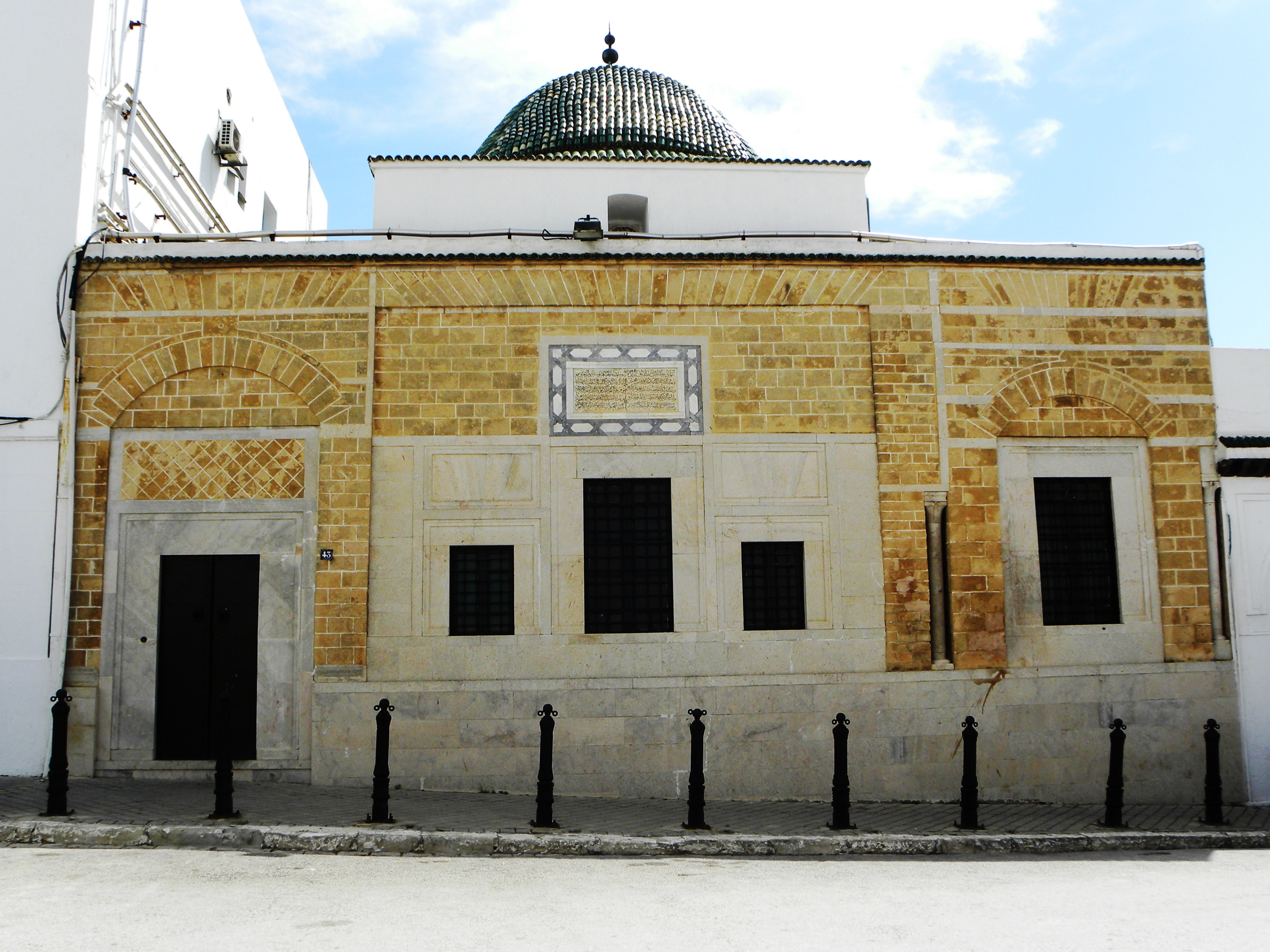
Мавзолей дея Ахмеда Ходжи

Деи Туниса (داي تونس) — военные коменданты Тунисского регентства, избираемые диваном с 1591 года. В правление тунисских беев из династии Мурадидов деи были фактически отстранены от власти и имели только номинальное значение.

## История
В 1591 году янычарский корпус под руководством младших офицеров (деев) в Тунисе подняли восстание и вырезал булукбашей (высших офицеров), которые составляли диван (совет) при османском паше. Сорок деев избрали из своей среды одного для командования войком. Этот дей стал фактическим главой правительства, а должность паши стала номинальной. Паши сохранили символическую власть и продолжали считаться вассалами османского султана.
Резиденцией деев стал замок Касба в городе Тунис. К началу XVII века наряду с деями важную роль стали играть тунисские беи, которые командовали войсками, состоявшими из местных племен. Так как янычар в Тунисе было мало, значение беев постепенно возрастало, пока они не сосредоточили в своих руках всю реальную власть. В 1640 году беи из династии Мурадидов фактически отстранили деев от власти.

## Первые деи
- Ибрагим Родесли (1591—1593)
- Муса-дей (1593)
- Отман-дей (1593—1610)

## Деи периодаМурадидов
- Юсуф-дей (1610—1637)
- Уста Мурад (1637—1640), известный корсар
- Ахмед Ходжа (1640—1647)
- Хаджи Мухаммад Лаз-дей (1647—1653)
- Хаджи Мустафа Лаз-дей (1653—1665)
- Мустафа Кара Куз (1665—1666)
- Мухаммад Хаджи оглы (1666—1669)
- Шабан Ходжа (1669—1672)
- Мухаммад Мантечоли (1672—1673)
- Али Лаз-дей (1673)
- Хаджи Джемал-дей (1673—1677)
- Оззун Ахмед-дей (1673)
- Мухаммад Табак-дей (1673—1682)
- Ахмед Челеби (682—1686)
- Баташ Ходжи-дей (1686—1688)
- Али-реис (1688—1694)
- Ибрагим Ходжа-дей (1694)
- Мухаммад Татар-дей (1694)
- Якуб-дей (1695)
- Мухммад Ходжа-дей (1695—1699)
- Мухммад Дели-дей (1699—1701)
- Мухаммад Kahouaji (1701—1702)
- Кара Мустафа-дей (1702)
- Ибрагим-шариф (1702—1705)

## Деи периодаХусейнидов
- Мухаммад Ходжа Эль-Ашраф (1705—1706)
- Кара Мустафа-дей (1706—1726)
- Хаджи Али-дей (1726—1739)
- Хаджи Махмуд-дей (1739—1744)
- Омар-дей (1744—1748)
- Хайдар-дей (1748—1752)
- Абдалла Булюкбаши (1752)
- Али Малламили (1752—1755)
- Мухаммад Qazdaghli (1755—1758)
- Хасан Эль-Мурали (1758—1761)
- Хаджи Хасан бен Сиди Брахим Эль-Бахли (1761—1771)
- Мустафа Загвани Булюкбаши (1771—1782)
- Хасан-дей (1782—1785)
- Ибргаим Bouchnaq (1785—1805)
- Кара Бурни (1805—1808)
- Ахмед Эль-Баванди (1808—1821)
- Фиди-дей (1821—1823)
- Омар Баба-дей (1823—1832)
- Хасан-дей (1832)
- Мустафа-дей Эль-Тарабулси (1832—1842)
- Бах Хамба Ахмед (1842-?)
- Kshuk Мухаммад (? — 1860), последний дей Туниса.